# Siergiej Wiszniewski
Siergiej Władimirowicz Wiszniewski (ros. Серге́й Влади́мирович Вишне́вский, ur. 18 kwietnia?/30 kwietnia 1893 w Rohaczowie, zm. 22 czerwca 1967 w Moskwie) – radziecki dowódca wojskowy, generał major.

## Życiorys
Od 1912 służył w rosyjskiej armii, ukończył korpus kadetów i (1914) szkołę wojskową w Jelizawetgradzie, uczestniczył w I wojnie światowej jako dowódca plutonu i szwadronu, 1918 wstąpił do Armii Czerwonej. Brał udział w wojnie domowej jako pomocnik szefa i szef sztabu brygady, dowódca pułku kawalerii i brygady, uczestniczył w karnych ekspedycjach przeciw anarchistom na Ukrainie i basmaczom w Turkiestanie, od października 1923 do maja 1924 dowodził pułkiem kawalerii, od maja 1924 do marca 1925 był zastępcą naczelnika szkoły kawalerii, od marca 1925 do października 1926 pomocnikiem dowódcy i dowódcą brygady kawalerii, a od października 1926 do października 1927 pomocnikiem szefa wydziału sztabu Leningradzkiego Okręgu Wojskowego. Od października 1927 do kwietnia 1929 był dowódcą 7 Samarskiej Dywizji Kawalerii, a od kwietnia 1929 do maja 1933 szefem sztabu brygady kawalerii, w 1933 ukończył Akademię Wojskową im. Frunzego i został jej wykładowcą, od października 1940 był pomocnikiem generalnego inspektora kawalerii Armii Czerwonej, w 1940 otrzymał stopień generała majora. We wrześniu 1941 został dowódcą 32 Armii, która została okrążona przez Niemców pod Wiaźmą i poniosła ogromne straty; 22 października 1941 dostał się do niewoli. Przebywał w obozach jenieckich w Giżycku, Oflagu XIII D Hammelburgu, Norymberdze, Flossenbürgu i Dachau. Po wyzwoleniu obozu przez wojska amerykańskie wrócił do ZSRR, gdzie przeszedł weryfikację w NKWD i został przywrócony do służby wojskowej, 1947-1949 wykładał w Akademii Wojskowej im. Frunzego.